# Meuvaines
Meuvaines è un comune francese di 157 abitanti situato nel dipartimento del Calvados nella regione della Normandia.

## Società

### Evoluzione demografica
Abitanti censiti